# Ogtay Kazimov
Pour les articles homonymes, voir Kazimov.
Ogtay Kazimov (Kazimi) (en azéri : Oqtay Məmməd oğlu Kazımov (Kazımi) ; né le 27 décembre 1932 à Astara et mort le 9 août 2010 à Bakou) est un compositeur azerbaïdjanais, Artiste du peuple de la République d'Azerbaïdjan (2006)

## Biographie
Ogtay Mammad oglu Kazimov est né dans le Sud de l’Azerbaïdjan. Après avoir obtenu son diplôme d'études secondaires à Astara, O. Kazimi entre à la faculté de direction de chœur de l'école secondaire spécialisée de musique Asaf Zeynalli et étudie dans la classe de Hadji Khanmammadov. Pendant ses études à l'école de musique, il compose sa première chanson intitulée « Bakhtavar uchaqlar » (Les enfants chanceux). O. Kazimi entre à la faculté de composition du Conservatoire Uzeyir Hadjibeyov en 1957 et étudie dans la classe de Djovdat Hadjiyev. En 1966-1967, il travaillé comme professeur, puis comme chef de la section des cours au Collège de Musique à Sumgayit. Durant ces années O. Kazimi crée l'orchestre d’estrades Expérience. Plus tard, le compositeur travaille comme rédacteur musical au Théâtre philharmonique national d'Azerbaïdjan et enseigne à l'école secondaire de musique Asaf Zeynally, à la faculté des instruments folkloriques. 

## Œuvre
Depuis de nombreuses années les chansons d'Oqtay Kazimi occupaient une place particulière dans le répertoire de l'ensemble "Dan ulduzu"( Étoile matinale). Les chansons du célèbre compositeur sont interprétées par Rachid Behboudov, Zeynab Khanlarova, Chovkat Alakbarova, Eldar Akhundov, Flora Karimova, Yaltchin Rzazade, Ilhama Gouliyeva, Oqtay Aghayev, Mammadbaghir Baghirzade, Zumrud Mammadova et d'autres chanteurs connus.
Ses concerts pour instruments folkloriques, son poème symphonique vocal dédié au Président azerbaïdjanais Heydar Aliyev (« La nuit éveillée de la nation »), « Rhapsodie du Karabakh », ses ouvertures solennelles, sa musique composée pour jusqu'à 60 représentations théâtrales (Au Palais de cristal mis en scène au Théâtre national académique dramatique azerbaïdjanais), Épée et plume, Fitne (Sédition), Espoir, Conquête d'Edirne, etc.), Cheikh Sanan mis en scène au Théâtre dramatique russe, Les chiens mis en scène  dans le Théâtre de chambre, Les Noces d'Or mises en scène au Théâtre Musical, Les Histoires du Village de Danabach, Le Monde Fou). Il compose la première opérette rock d'Azerbaïdjan Hop-hop-name (M. A. Sabir, A. A. Tufarqanlı et Dilqam,1991), Dede Qorqud, opera épique dramatique (2000) et 189 chansons.

## Distinctions
La créativité d'Oqtay Kazimi a été très appréciée par l'État. Il a reçu les titres honorifiques d'Artiste émérite (1992), d'Artiste du peuple de la République d'Azerbaïdjan (2006) et de bourse présidentielle. O. Kazimi est l'auteur du premier opéra rock d'Azerbaïdjan. Il convient de noter que certaines œuvres du compositeur exceptionnel n'ont pas encore été présentées à un large public.